# Jean-Nicolas Stofflet
Jean-Nicolas Stofflet (ur. w 1751, zm. 23 lutego 1796) – przywódca francuskiego rojalistycznego powstania w Wandei, skierowanego przeciw władzom Republiki Francuskiej.
Urodził się w miejscowości Bathelémont-lès-Bauzemont (w departamencie Meurthe i Mozela). Był synem młynarza. Przez długi czas pełnił służbę w Gwardii Szwajcarskiej w stopniu szeregowego. Później pracował jako gajowy w dobrach grafa Colbert-Maulévriera. Przyłączył się Wandejczyków, którzy powstali przeciwko władzom republikańskim w obronie katolicyzmu oraz wartości monarchistycznych. W czasie wojny w Wandei służył początkowo pod rozkazami Maurice-Louis-Josepha Gigot d’Elbée. Walczył pod Fontenay-le-Comte, Cholet oraz Saumur. Wyróżnił się w bataliach stoczonych pod Beaupréau, Laval i Antrain. 
Został mianowany generałem-majorem Wielkiej Armii Katolickiej i Królewskiej. W roku 1794 zastąpił tragicznie zmarłego w trakcie walki Henriego de la Rochejaqueleina na stanowisku głównodowodzącego. Jednak kłótnie z innym wandejskim przywódcą – François de Charette'm oraz porażki poniesione przez wandejskie oddziały, doprowadziły go do poddania się i przyjęcia warunków traktatu w  La Jaunaie, podyktowanych przez Konwent Narodowy (w dniu 2 maja 1795 roku). 
Wkrótce jednak złamał postanowienia pokojowe. Za namową przedstawicieli rojalistów podjął nową walkę w grudniu tego samego roku (1795) w imieniu księcia Prowansji, który nadał mu stopień marszałka polowego. Akcja zbrojna Stoffleta zakończyła się kompletną klęską. Został wzięty do niewoli przez siły rządowe, skazany na śmierć przez komisarza Konwentu, a następnie – rozstrzelano go w Angers.